# Лайон, Джон, 4-й граф Стратмор и Кингхорн
Джон Лайон, 4-й граф Стратмор и Кингхорн (англ. John Lyon, 4th Earl of Strathmore and Kinghorne; 8 мая 1663 — 10 мая 1712) — шотландский дворянин и пэр.

## Биография
Родился 8 мая 1663 года в замке Лайон (Шотландия). Старший сын Патрика Лайона, 3-го графа Стратмора и Кингхорна (1643—1695), и Хелен Миддлтон (? — 1708), дочери Джона Миддлтона, 1-го графа Миддлтона. Он получил образование в Сент-Эндрюсском университете.
15 мая 1695 года после смерти своего отца Джон Лайон унаследовал титулы 4-го графа Стратмора и Кингхорна (Пэрство Шотландии), 4-го лорда Лайона и Глэмиса (Пэрство Шотландии) и 12-го лорда Глэмиса (Пэрство Шотландии).
Член Тайного совета Шотландии в 1695 и 1702/1703 годах, шериф форфаршира в 1696 году. В 1708 году он избежал тюремного заключения за подозрение в соучастии в неудавшемся французском вторжении в Шотландию, получив медицинскую справку, подтверждающую его немощь.
Лорд Стратмор и Кингхорн скончался 10 мая 1712 года в возрасте 49 лет. Ему наследовал в качестве графа его третий сын, Джон Лайон, 5-й граф Стратмор и Кингхорн.

## Семья

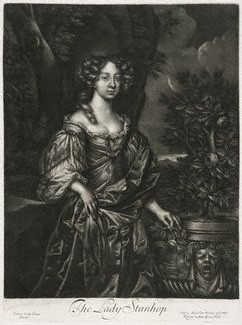
Графиня Элизабет Лайон-Стэнхоуп (ок. 1663—1723), жена 4-го графа Стратмора и Кингхорна

21 сентября 1691 года Джон Лайон женился на Элизабет Стэнхоуп (ок. 1663 — 24 апреля 1723), дочери Филиппа Стэнхоупа, 2-го графа Честерфилда, и леди Элизабет Батлер. У супругов было десять детей:
- Патрик Лайон, лорд Глэмис (1692 — 9 сентября 1709)[1]
- Филипп Лайон, лорд Глэмис (29 октября 1693 — 18 марта 1712), умер от оспы в Лондоне; он не был женат.
- Джон Лайон, 5-й граф Стратмор и Кингхорн (27 апреля 1696 — 13 ноября 1715)[1], погиб в битве при Шерифмуре, сражаясь за якобитов. Умер неженатым.
- Чарльз Лайон, 6-й граф Стратмор и Кингхорн (крещен 12 июля 1699 — 11 мая 1728)[1], был убит в драке; он женился на леди Сьюзен Кокрейy, но не имел законных детей.
- Достопочтенный Хендри Лайон (род. 1 июля 1700), умер молодым.
- Джеймс Лайон, 7-й граф Стратмор и Кингхорн (крещен 24 декабря 1702 — 4 января 1735)[1]; масон, женился на Мэри Олифант, однако их брак оказался бездетным.
- Томас Лайон, 8-й граф Стратмор и Кингхорн (крещен 6 июля 1704 — 18 января 1753)[1], женился на Джин Николсон (? — 1778), от которой у него был ребенок. Элизабет Боуз-Лайон, королева-консорт короля Георга VI, была одним из его многочисленных потомков.
- Леди Хелен Лайон (крещена 8 января 1695 — 19 декабря 1723), вышла замуж за Роберта Стюарта, 7-го лорда Блантайра
- Леди Мэри Лайон (крещена 16 апреля 1697 — 26 мая 1780), незамужняя.
- Леди Кэтрин Лайон (крещена 24 апреля 1707) умерла молодой.